# گئورگی پوپوف (وزنه‌بردار)
گئورگی پوپوف (روسی: Георгий Владимирович Попов؛ ۱۲ دسامبر ۱۹۱۲ – ۱۳ آوریل ۱۹۷۴) وزنه‌بردار اهل شوروی بود.

وی همچنین برندهٔ جوایزی همچون نشان برجسته افتخار و قهرمان ورزشی اتحاد شوروی شده‌است.
وی در مسابقات کشوری و بین‌المللی در مجموع برندهٔ ۱ مدال نقره، ۱ مدال برنز شده‌است.